# Norsk Fjordsenter

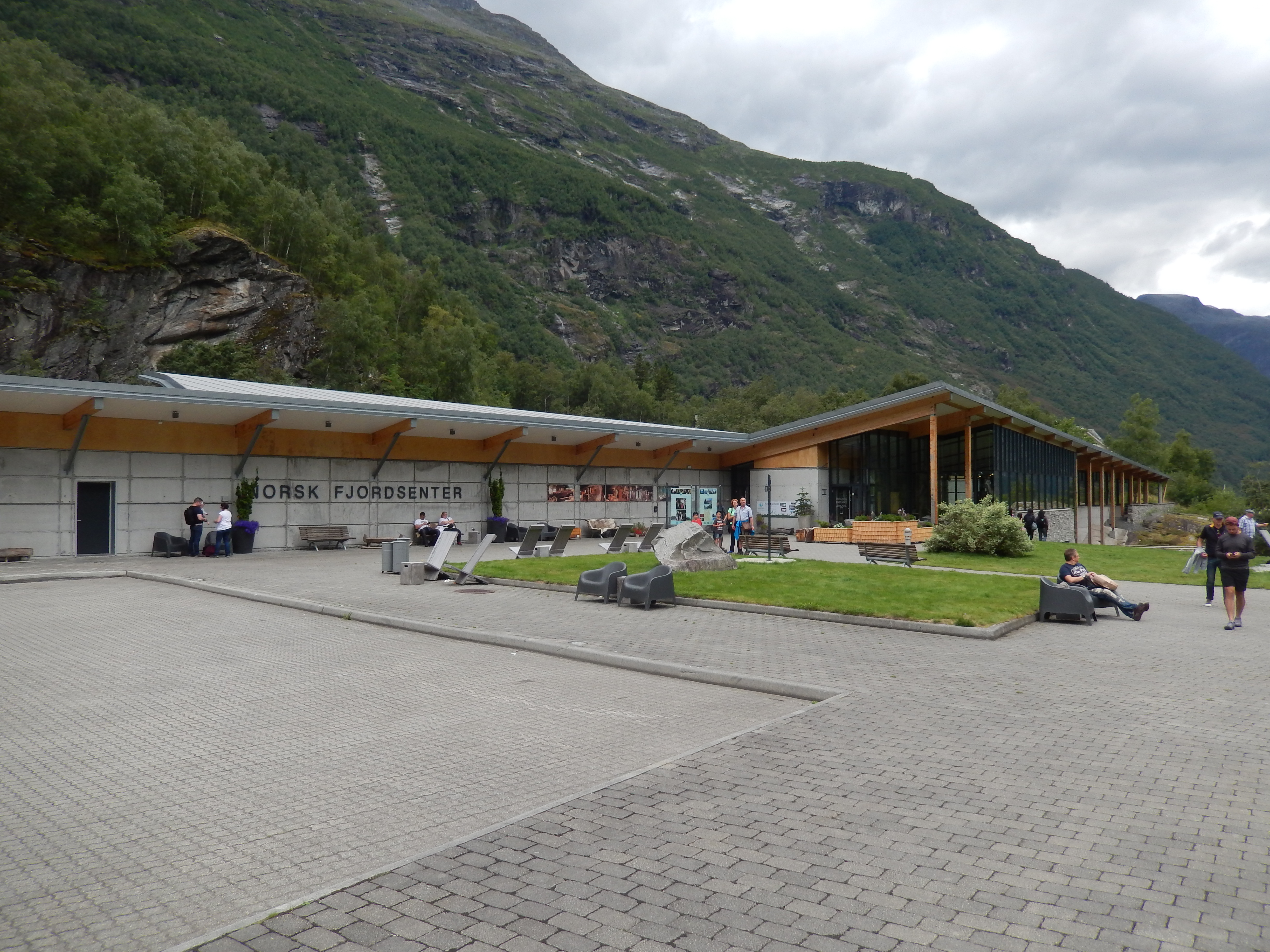

Het Norsk Fjordsenter (Noors Fjordcentrum) is een museum en bezoekerscentrum in het Noorse Geiranger. In het museum worden geologie, fauna en flora van het fjordengebied uit de doeken gedaan. Het Fjordsenter is ook het bezoekerscentrum voor het in 2005 op de Unesco-Werelderfgoedlijst geplaatste West-Noorse fjordenlandschap (Geirangerfjord en Nærøyfjord).